# تپه دیونه ۱
تپه دیونه ۱ مربوط به مس وسنگ - عصر مفرغ - عصر آهن -قرون اولیه و متاخر دوران‌های تاریخی پس از اسلام است و در شهرستان کبودرآهنگ، بخش گل تپه، دهستان گل تپه، غرب روستای اینانلو واقع شده و این اثر در تاریخ ۷ اسفند ۱۳۸۶ با شمارهٔ ثبت ۲۱۶۷۹ به‌عنوان یکی از آثار ملی ایران به ثبت رسیده است.